# Оптичний телескоп

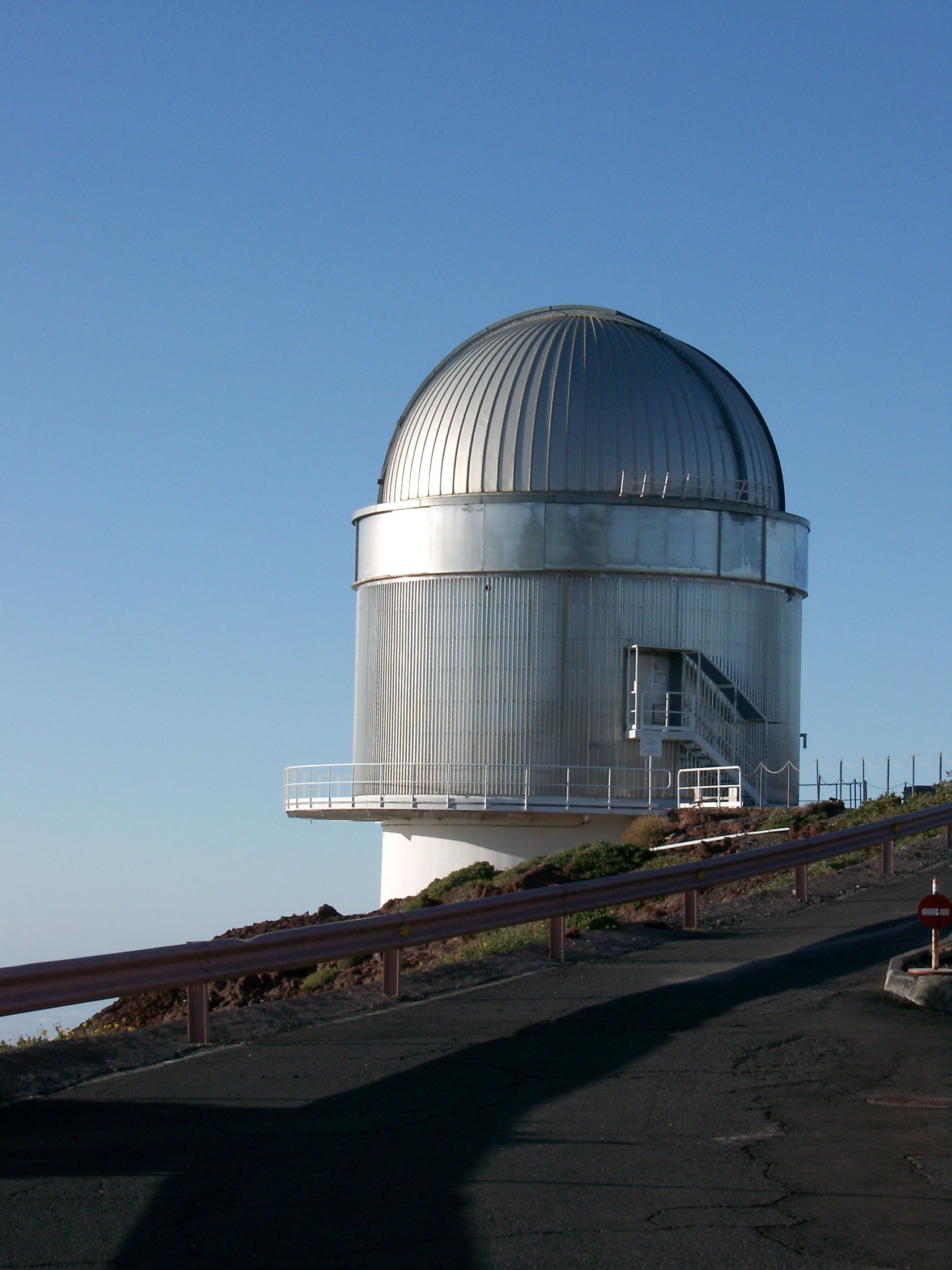
Північний оптичний телескоп на Ла Пальмі.

Оптичний телескоп — телескоп, який збирає і фокусує електромагнітне випромінювання оптичного діапазону. Його основні завдання збільшити блиск і видимий кутовий розмір об'єкта, тобто збільшити кількість світла, що приходить від небесного тіла (оптичне проникнення) і дати можливість дослідити дрібні деталі спостережуваного об'єкта (роздільна здатність). Збільшене зображення досліджуваного об'єкта спостерігається оком або фотографується. Основні параметри, які визначають характеристики телескопа (оптична роздільна здатність і оптичне проникнення) — діаметр (апертура) і фокусна відстань об'єктива, а також фокусна відстань і поле зору окуляра.

## Історія
Телескоп — це скоріше відкриття оптичних майстрів, ніж винахід вченого. Лінзи та властивості заломлення і відбиття світла були відомі ще з часів античності, а теорія їхньої роботи була розроблена давньогрецькими філософами, збережена і розширена в середньовічному ісламському світі, і досягла значного розвитку на час винаходу телескопа в ранньомодерній Європі. Але найбільш значним кроком, що призвів до винаходу телескопа, був розвиток виробництва лінз для окулярів, спочатку у Венеції та Флоренції в тринадцятому столітті, а пізніше в центрах виготовлення окулярів у Нідерландах і Німеччині. Саме в Нідерландах у 1608 році з'явилися перші документи з описом заломлюючого оптичного телескопа у вигляді патенту, поданого виробником окулярів Гансом Ліпперсгейєм, за яким через кілька тижнів була заявка Якоба Метіуса і третього невідомого заявника, що також знав про це «мистецтво».

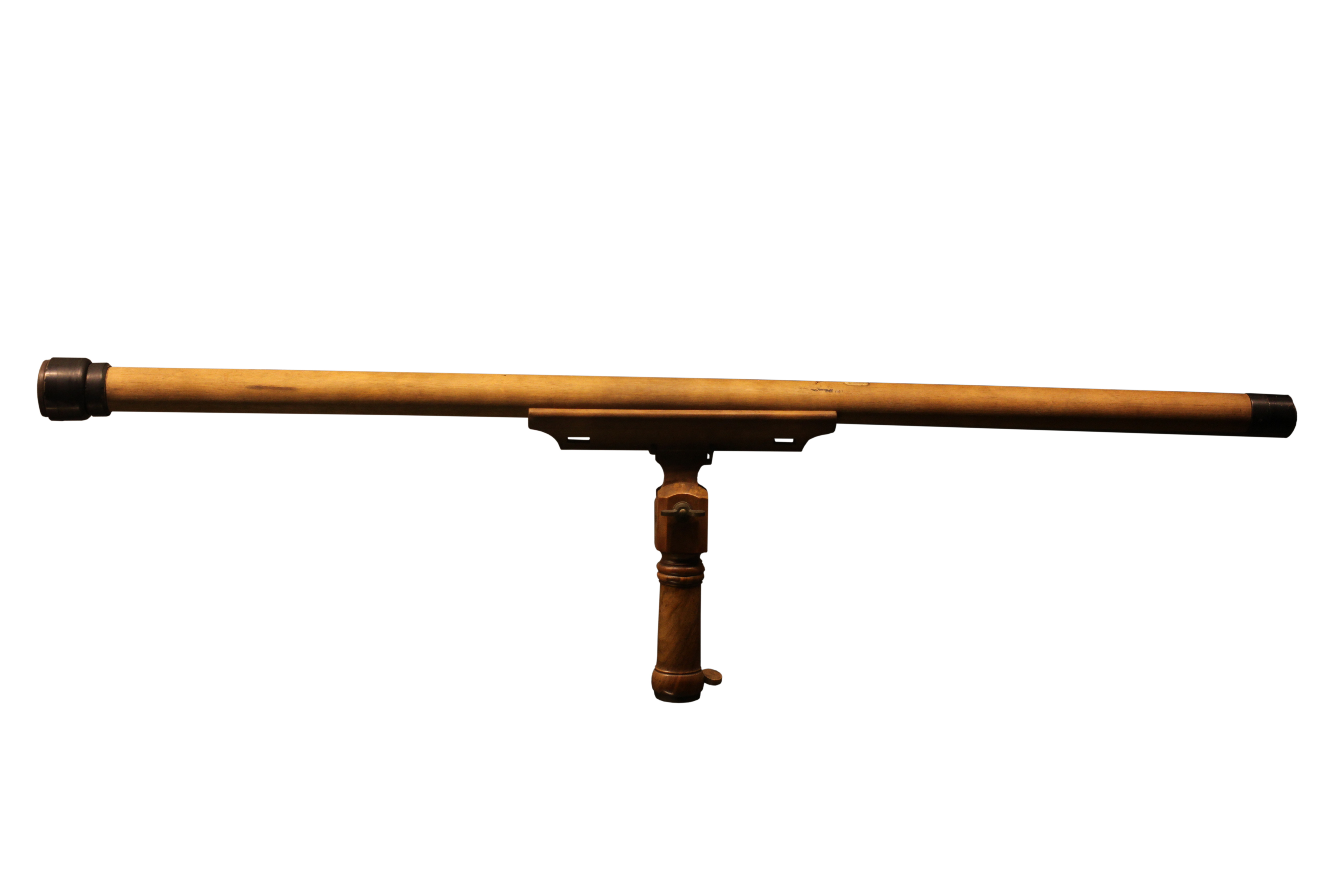
Телескоп Галілея.

Чутки про винахід швидко поширилися, і Галілео Галілей, почувши про цей пристрій, протягом року виготовив власну вдосконалену конструкцію і першим опублікував астрономічні результати, отримані за допомогою телескопа. Телескоп Галілея використовував опуклу об'єктивну лінзу і ввігнуту окулярну лінзу, конструкцію, яка зараз називається телескопом Галілея. Йоганн Кеплер запропонував удосконалену конструкцію з опуклим окуляром, яку часто називають телескопом Кепплера.
Для телескопів, що відбивають, в яких замість об'єктива використовується сферичне дзеркало, теорія передувала практиці. Теоретичну основу для кривих дзеркал, що поводяться подібно до лінз, ймовірно, заклав Ібн аль-Хайсам, чиї теорії були широко розповсюджені в латинських перекладах його праць. Невдовзі після винайдення заломлюючого телескопа Галілей, Джованні Франческо Сагредо та інші, натхненні знанням того, що криві дзеркала мають подібні до лінз властивості, обговорювали ідею побудови телескопа з використанням дзеркала як об'єктива, що формує зображення. Потенційні переваги використання параболічних дзеркал (насамперед зменшення сферичної аберації з усуненням хроматичної аберації) призвели до того, що було запропоновано кілька проєктів рефлекторних телескопів, найвідоміший з яких був опублікований у 1663 році Джеймсом Грегорі і став називатися телескопом Грегорі, але жодної робочої моделі не було побудовано.
Ісааку Ньютону зазвичай приписують створення першого практичного рефлекторного телескопа, телескопа Ньютона, у 1668 році, хоча через складність конструкції і низьку якість металевих дзеркал, що використовувалися в телескопі, знадобилося понад 100 років, щоб рефлектори стали популярними. Багато з досягнень в області рефлекторних телескопів включали вдосконалення виготовлення параболічних дзеркал у 18 столітті, скляні дзеркала з срібним покриттям у 19 столітті, довговічні алюмінієві покриття в 20 столітті.
Електронна революція початку 21-го століття призвела до розробки в 2010-х роках телескопів, під'єднаних до комп'ютера, які дозволяють непрофесійним спостерігачам неба спостерігати за зорями і супутниками за допомогою відносно недорогого обладнання, використовуючи переваги цифрових астрофотографічних методів, розроблених професійними астрономами протягом попередніх десятиліть. Для проведення астрономічних спостережень з телескопів потрібне електронне з'єднання з комп'ютером (смартфоном, планшетом або ноутбуком). Цифрова технологія дозволяє складати кілька зображень, віднімаючи при цьому шумову складову спостереження, створюючи зображення об'єктів Мессьє і слабких зір до видимої зоряної величини 15 за допомогою обладнання побутового класу.
| Сатурн | Це незавершена стаття з астрономії. Ви можете допомогти проєкту, виправивши або дописавши її. |